# Polana confusa
Polana confusa är en insektsart som beskrevs av Delong 1984. Polana confusa ingår i släktet Polana och familjen dvärgstritar. Inga underarter finns listade i Catalogue of Life.